# 크리스투스 (리스트)
크리스투스 (Christus, S.3, 작곡 1862-1866)는 헝가리 작곡가인 프란츠 리스트의 오라토리오이다. 오라토리오는 성경 본문을 사용하여 예수 그리스도의 탄생에서 수난과 부활에 이르기까지의 삶에 대한 전통적인 플롯을 취한다.

## 작곡
리스트는 다작의 바이마르 시절을 보낸 후 1861년 로마로 이주했을 때 향후 10년 동안 그의 작품 대부분은 합창단을 위한 종교 음악이 될 것이었다. 그의 가장 유명한 오라토리오인 크리스투스(Christus)의 구성은 1862년부터 1866년까지 리스트를 점거했으며 짧거나 더 긴 휴식기를 가지고 있다. 그는 1866년 9월 말까지 악보를 완성했지만 약간의 수정과 수정을 원했기 때문에 그해 12월까지 작업이 완료되지 않았다. '크리스투스'는 1872년에 출판되어 1873년 5월 29일 바이마르에 있는 개신교 교회에서 초연되었다.

## 작품의 구조
오라토리오는 약 3시간 동안 진행되며 상당한 오케스트라와 성악의 힘이 필요하기 때문에 오늘날의 콘서트홀에서는 보기 드문 일이며, 그럼에도 불구하고 대부분의 작품은 거의 실내 분위기에 매우 개인적인 분위기를 풍긴다. 텍스트의 경우 리스트는 성경, 가톨릭 전례 및 일부 고대 라틴어 찬송가를 사용한다. 오라토리오에는 암송 부분이 없지만 음악이 묘사하는 내용이나 근본적인 감정적 또는 종교적 관련성을 설명하는 것처럼 악보는 주기적으로 라틴어 구절로 주석을 달고 있다. 이 구절이 음악 중에 화자가 말하려는 것인지 여부는 불분명하다. 일부 공연에서는 대부분의 공연이 생략되기는 하지만 큰 효과를 거두었다.
작업은 세 부분으로 구성된다.
- 1부: 크리스마스 오라토리오(5악장 중)
- 2부: 주현절 이후(5개 악장 중)
- 3부: 수난과 부활(4악장 중)

각 악장은 길이와 구조적 범위 때문에 매우 적다. 단 2분 동안 지속되는 3부의 'O fiii et filiae'만 예외이다. 그의 초기 작품에서 리스트는 더 큰 일관성과 상호 연결을 달성하기 위해 변형과 수정을 겪는 음악적 모티브와 주제에 대한 아이디어를 자주 사용했다. 이 점에서 '크리스투스'도 예외는 아니다. 또한 그레고리오 성가의 모티브가 많이 인식되어 작품의 통일성을 크게 높인다. 전체 오라토리오를 뒷받침하는 가장 분명한 주제는 오라토리오 의 맨 처음에 Rorate coeli의 출현을 위한 원고의 시작으로 들리는 단순 완전 5도 음정으로 대부분의 악장에서 어떤 식으로든 발생한다. 선율적인 몸짓, 때로는 조화로운 함의를 가지고 있으며, 결국 전체 오라토리오를 닫는 위대한 푸가의 주요 주제로 끝난다.